# Polska na Zimowych Igrzyskach Olimpijskich 1988
Polskę na Zimowych Igrzyskach Olimpijskich 1988 reprezentowało 33 zawodników w 6 dyscyplinach.
| Sportowcy | złoto | srebro | brąz | 4 m. | 5 m. | 6 m. | 7 m. | 8 m. | Punkty |
| --------- | ----- | ------ | ---- | ---- | ---- | ---- | ---- | ---- | ------ |
| 33        | –     | –      | –    | –    | 2    | –    | 1    | –    | 10     |

## Występy Polaków

### Hokej na lodzie
- Gabriel Samolej, Andrzej Hanisz, Franciszek Kukla, Henryk Gruth, Jerzy Potz, Andrzej Świątek, Marek Cholewa, Robert Szopiński, Andrzej Kądziołka, Zbigniew Bryjak, Leszek Jachna, Janusz Adamiec, Piotr Kwasigroch, Roman Steblecki, Jarosław Morawiecki, Krzysztof Podsiadło, Marek Stebnicki, Jerzy Christ, Krystian Sikorski, Ireneusz Pacula, Jacek Szopiński, Mirosław Copija, Jan Stopczyk – 10. miejsce

### Łyżwiarstwo figurowe
- Grzegorz Filipowski – soliści, 5. miejsce
- Honorata Górna, Andrzej Dostatni – tańce na lodzie, 17. miejsce

### Łyżwiarstwo szybkie
- Zofia Tokarczyk – 500 m, 18. miejsce; 1000 m, 13. miejsce; 1500 m, 17. miejsce
- Erwina Ryś-Ferens – 500 m, 19. miejsce; 1000 m, 10. miejsce; 1500 m, 7.-8. miejsce; 3000 m, 5. miejsce; 5000 m, 21. miejsce
- Jerzy Dominik – 500 m, 25. miejsce; 1000 m, 28. miejsce; 1500 m, 36. miejsce

### Narciarstwo alpejskie
- Katarzyna Szafrańska – slalom gigant, 16. miejsce; slalom specjalny, 17. miejsce

### Narciarstwo klasyczne
- Tadeusz Bafia – kombinacja norweska, 18. miejsce
- Piotr Fijas – skoki narciarskie, skocznia normalna, 10. miejsce; skoki narciarskie, skocznia duża, 13. miejsce
- Jan Kowal – skoki narciarskie, skocznia normalna, 34.-35. miejsce; skoki narciarskie, skocznia duża, 37. miejsce